# Бородин, Александр Иосифович
Алекса́ндр Ио́сифович Бороди́н (1916 — 1999) — советский работник сельского хозяйства, комбайнер, Герой Социалистического Труда (1952).

## Биография
Родился 22 октября 1916 года в станице Нижне-Курмоярская Первого Донского округа области войска Донского Российской империи, ныне Цимлянского района Ростовской области, в крестьянской семье.
После окончания четырёх классов школы пошёл работать в колхоз. В 1936 году окончил курсы трактористов и продолжил работу в колхозе имени XVII партийного съезда. В 1938 году переехал в станицу Аксайскую, где до 1942 года работал слесарем на заводе «Красный Аксай», имея бронь от службы в Красной Армии на период Великой Отечественной войны.
После эвакуации завода «Красный Аксай», работал слесарем, а затем комбайнером в Аксайской машинно-тракторной станции, сев во время войны за штурвал комбайна «Сталинец-1». В 1951 году на этом же комбайне «Сталинец-1» за 25 рабочих дней убрал 8073 центнеров зерна и 37 центнеров семян трав. В 1956—1958 годах был участником ВСХВ. После упразднения в СССР машинно-тракторных станций, трудился слесарем в Аксайском отделении «Сельхозтехники» и после выхода на пенсию оставался в коллективе — передавал навыки и знания молодым ремонтникам.
Жил в городе Аксай Ростовской области. Умер 13 ноября 1999 года.

## Награды
- Указом Президиума Верховного Совета СССР от 26 апреля 1952 года за достижение высоких показателей на уборке и обмолоте зерновых культур и семян трав в 1951 году Бородину Александру Иосифовичу присвоено звание Героя Социалистического Труда с вручением ордена Ленина и золотой медали «Серп и Молот».
- Также награждён орденом Трудового Красного Знамени (1953, за достижение высоких показателей при уборке хлеба)[1] и медалями.